# 苯基碘化汞
苯基碘化汞是一种有机汞化合物，化学式为C6H5HgI。它可由苯基三氟化硅和碘化汞在四氢呋喃中于65 °C反应制得。它可以和HRu3(CO)9(C6H9)反应，得到(C6H9)Ru3(CO)9HgI。